# Zandio
Zandio  es una localidad española  de la Comunidad Foral de Navarra perteneciente al municipio de Oláibar. 
Está situado en la Merindad de Pamplona, en la comarca de Ultzamaldea, y a 13,5 km de la capital de la comunidad, Pamplona. Su  población en 2014 fue de 17 habitantes (INE), su superficie es de 1,76 km² y su densidad de población de 9,66 hab/km².

## Geografía física

### Situación
La localidad de Zandio está situada en la parte Norte del municipio de Oláibar a una altitud de 591,1 m s. n. m.

## Demografía

### Evolución de la población
| Gráfica de evolución demográfica de Zandio entre 2000 y 2010 |
|                                                              |
| Datos según el nomenclátor publicados por el INE.            |